# ماني روث
ماني روث (بالإنجليزية: Manny Roth)‏ هو مالك ملهى ليلي ‏ أمريكي، ولد في 23 أبريل 1918، وتوفي في 25 يوليو 2014 في أوجي في الولايات المتحدة.